# 宋天翊
宋天翊（朝鮮語: 송천익）は、朝鮮氏族の恩津宋氏の始祖である。中国の京兆郡出身。
礪山宋氏の始祖の宋惟翊は宋天翊の兄である。